# Idaea transcatenulata
Idaea transcatenulata är en fjärilsart som beskrevs av Rothschild 1915. Idaea transcatenulata ingår i släktet Idaea och familjen mätare. Inga underarter finns listade i Catalogue of Life.